# L'Emprise du mal
Pour plus de détails, voir Fiche technique et Distribution.
L'Emprise du mal (La senda) est un film d'horreur espagnol réalisé par Miguel Ángel Toledo, sorti le 21 avril 2012.
En France, le film est sorti directement sur DVD le 7 mai 2014.

## Synopsis
Raúl, père de famille, emmène sa femme (Ana) et son fils (Nico) dans un chalet isolé dans la montagne. Il cherche à renouer les liens avec sa femme. Raúl fait appel à Samuel, un habitant du village pour venir couper du bois. Très vite, il constate un rapprochement entre Samuel et Ana et devient jaloux.

## Fiche technique
- Dates de sortie :
  -  Suisse : 12 juillet 2012 (Festival international du film fantastique de Neuchâtel)

## Distribution
- Gustavo Salmerón (en) (V. F. : Érik Colin) : Raúl
- Irene Visedo (V. F. : Sylvia Conti) : Ana
- Ariel Castro (V. F. : Glen Hervé) : Samuel
- Ricardo Trenor (V. F. : Valentin Cherbuy) : Nico
- Raquel Escribano (V. F. : Brigitte Virtudes) : Ventera
- Joan Prades (V. F. : Patrice Melennec) : Don Carlos

Sources et légende : Version française selon le carton de doublage français.

## Récompenses et distinctions
- Festival international du film fantastique de Neuchâtel 2012 : Best Fantastic Feature Film
- Festival international du film fantastique de Gérardmer 2014 : Hors compétition